# Ecclesiae fastos
Ecclesiae fastos è la ventottesima enciclica pubblicata da papa Pio XII il 5 giugno 1954.